# ウミバト
ウミバト（海鳩、学名：Cepphus columba）は、チドリ目ウミスズメ科に分類される鳥類の一種である。

## 分布
千島列島から北アメリカ西岸までの北太平洋に広く分布する。
日本では冬鳥として、主に北日本の海上に少数が渡来する。日本では繁殖の記録はなく、この鳥の夏羽を見ることはない。

## 形態
体長は35cmほどで、名前通りハトくらいの大きさである。冬羽では頭と背が灰色で、喉から腹と翼の中ほどが白い。夏羽では翼の中ほどを除く全身の羽毛が黒くなる。同じウミバト属のケイマフリと同じく足と口の中が赤く、鳴く時や飛ぶ時によく目立つ。

## 生態
群れを作る習性はなく、非繁殖期は1羽か数羽で沖合いにいることが多く、姿を見ることは少ない。潜水して魚類や甲殻類などを捕食する。
繁殖期には海岸の岩かげや洞穴で産卵するが、ここでも集団繁殖地（コロニー）をあまり作らない。巣材は使わず地面に直に卵を産む。

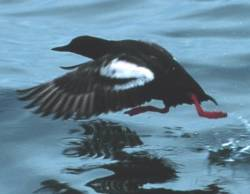
海面を助走して飛びたつ